# Shadowgun Legends
Shadowgun Legends est un jeu vidéo de tir à la première personne mobile gratuit développé et publié par Madfinger Games pour les appareils Android et iOS. Il s'agit du troisième volet principal de la série Shadowgun et d'une suite des originaux Shadowgun et Shadowgun: Deadzone, deux jeux primés de 2011 et 2012, respectivement. Il a été publié le 22 mars 2018. Il est apparu sur le Google Play Store le 21 mars 2018.
Le jeu comprend plus de 200 missions de campagne solo et de nombreux modes de jeu multijoueurs tels que Duel, Ascendance, Elimination, Donjons (Blade Dancer, Brothers of Fire, Voltaic Fist et Hive Mind) et Arenas (Bronze Arena, Silver Arena et Gold Arena).

## Gameplay
Shadowgun Legends est un jeu de tir à la première personne avec des éléments de jeu de rôle et de MMO. Au début du jeu, le joueur crée un Shadowgun, un homme ou une femme soldat du groupe éponyme. Le joueur est ensuite déplacé vers la base principale de tous les Shadowguns, le Hub. Là, le joueur peut accéder à diverses missions données par les PNJ, à la barre de jeu, au casino, aux boutiques et aux missions multijoueurs.
Les joueurs progressent en accomplissant des missions données. Les missions peuvent faire partie d'une campagne d'histoire ou de l'une des quêtes secondaires. Chaque mission accomplie récompensera les joueurs avec des points d'expérience et permettra de progresser davantage.

### Joueur contre environnement (PvE)
Le jeu propose plusieurs types de gameplays PvE qui peuvent être joués en solo ou avec un groupe de joueurs.

#### Mission d'histoire
Missions faisant avancer l'intrigue du jeu, décrivant la progression du combat contre le Tourment. Peut être joué en mode Solo ou Duo.

#### Quêtes secondaires
Missions données par l'un des PNJ supplémentaires, le joueur est envoyé dans une aventure en aidant le PNJ spécifique qui a assigné la mission au joueur. Peut être joué en mode Solo ou Duo.

#### Opérations
Missions courtes où le joueur participe aux opérations quotidiennes dans d'autres parties de l'univers Shadowgun. Peut être joué en coopération avec d'autres joueurs

#### Donjons
Des missions plus longues conçues pour un groupe de trois joueurs. La mission comprend des énigmes et un combat contre le boss final.

#### Arènes
Défis basés sur les vagues pour un groupe de trois joueurs. Les joueurs doivent survivre à plusieurs vagues d'ennemis de plus en plus difficiles.

### Joueur contre joueur (PvP)

#### Duel
Match PvP opposant deux joueurs l'un à l'autre. Le premier joueur à marquer 5 points gagne. Le temps imparti est de 5 minutes, si aucun des joueurs ne marque 5 points avant la fin du temps imparti, le joueur ayant le plus de points gagne.

#### Ascendant
Match PvP de deux équipes de quatre. Les joueurs doivent collecter les trophées du joueur ennemi tué. La première équipe à marquer 20 points l'emporte. Le temps imparti est de 5 minutes, si aucune des équipes ne marque 20 points avant la fin du temps imparti, l'équipe avec le plus de points l'emporte.

#### Élimination
Match PvP de deux équipes de quatre. Après qu'un joueur est tué, l'équipe est déduite d'une réapparition. La première équipe qui utilise toutes ses réapparitions perd.

## Récit
Le jeu se déroule dans le monde de Shadowgun, une société axée sur la consommation. Le personnage principal fait partie des Shadowguns, un groupe de mercenaires d'élite. Le mode de vie est menacé par le Tourment, une race extraterrestre originaire de régions inconnues de la Galaxie. Ils attaquent d'abord l'une des colonies de la Terre et déclenchent un conflit galactique à grande échelle.

### Personnages
Le jeu propose un certain nombre de PNJ liés à la tradition de Shadowgun Legends et aux jeux précédents de la franchise.

#### Slade
Le légendaire Shadowgun et leader actuel. Fournit des missions d'histoire et des récompenses. Personnage principal du premier jeu de la série, Shadowgun.

#### Pedro
Un vendeur aidant au décodage des hologrammes pillés dans les missions et reçus en récompense. Il vend également des articles cosmétiques, notamment des casques, des pots de peinture, des autocollants, des émoticônes et des pierres tombales. Pedro donne également aux joueurs des quêtes secondaires. Il échange également des récompenses avec des objets collectés par Shadowguns lors d'événements à durée limitée.

#### Willow
Un vendeur fournissant aux joueurs des armes et des objets cosmétiques. Willow offre également des quêtes secondaires aux joueurs.

#### Big Red
Un vendeur fournissant aux joueurs des armures et des objets cosmétiques. Big Red offre également aux joueurs des quêtes secondaires.

#### Hakim
Un fournisseur proposant aux joueurs des contrats sponsorisés. Le joueur choisira une marque à représenter et recevra un chèque de paie régulier en monnaie du jeu. Hakim donne également aux joueurs des missions Fame Hunter, qui récompenseront les joueurs d'une certaine quantité de renommée.

#### Nitro
Fournisseur multijoueur. Les joueurs peuvent accéder aux missions PvP et PvE à partir de ce point. Les joueurs peuvent acheter des objets comme des jetons or ou PvP (les jetons sont gagnés en jouant en équipe PvP).

#### S.A.R.A.
Un personnage androïde chargé de la barre de jeu. Peut également donner aux joueurs des quêtes secondaires.

## Accueil
| Metacritic   | 86/100 |
| Gamezebo     | 4,5/5  |
| Pocket Gamer | 4,5/5  |
| TouchArcade  | 4/5    |

Shadowgun Legends a reçu des critiques généralement positives de la part des critiques. Il a remporté le plus beau jeu lors des Google Play Awards 2019,.